# Sophus Hansen (Politiker)
Anders Sophus Terkeld Hansen (* 19. Oktober 1904 in Alluitsup Paa; † unbekannt) war ein grönländischer Kaufmann und Landesrat.

## Leben
Sophus Hansen war der Sohn von Gerhardt Hans Jacob Hansen (1865–?) und seiner Frau Sara Bebiane Dorthe Helene Poulsen (1866–?). Sein Großvater war Johannes Hansen (1837–1911). Er war von Beruf Udstedsverwalter in Sammisoq. 1934 war er Mitglied im südgrönländischen Landesrat. In den restlichen Sitzungen der Legislaturperiode saßen Josva Kleist und Ferdinand Knudsen im Landesrat.